# جواو باولو (لاعب كرة قدم مواليد 1991)
جواو باولو (بالبرتغالية: João Paulo Mior‏) هو لاعب كرة قدم برازيلي في مركز الوسط، ولد في 8 مارس 1991 في Serafina Corrêa ‏ في البرازيل. لعب مع أتلتيكو غويانيينسي ونادي إنترناسيونال ونادي غوياس.

## وصلات خارجية
- جواو باولو (لاعب كرة قدم مواليد 1991) على موقع الدوري الأمريكي (الإنجليزية)
- جواو باولو (لاعب كرة قدم مواليد 1991) على موقع إي إس بي إن إف سي (الإنجليزية)
- جواو باولو (لاعب كرة قدم مواليد 1991) على موقع قاعدة بيانات كرة القدم.إي يو (الإنجليزية)
- جواو باولو (لاعب كرة قدم مواليد 1991) على موقع Soccerway.com (الإنجليزية)
- جواو باولو (لاعب كرة قدم مواليد 1991) على موقع عالم كرة القدم.نت (الإنجليزية)